# Дюрюссель, Эдуар
Эдуа́р Дюрюссе́ль (фр. Edouard Durussel; 16 февраля 1842, Морж — 17 мая 1888, Берн) — швейцарский гравёр.
Работал в Париже и на Берлинском монетном дворе, в 1869 году вернулся в Швейцарию и основал собственную мастерскую в Берне. Считался виднейшим швейцарским медальером. В 1876—1885 годах выступал автором дизайна для швейцарских стрелковых талеров. Незадолго до смерти в 1888 году выполнил гравировку новой пятифранковой монеты. Современники отмечали высокие художественные достоинства работ Дюрюсселя, подчёркивая смелость, с которой он отходил от рутинных античных образцов.
Умер в психиатрической лечебнице.